# Cala Forn (Sitges)
La cala Forn, o Calaforn en la parla local, també anomenada platja del Pebre, és una petita platja natural del municipi de Sitges (Garraf) situada al litoral del massís del Garraf, al nord de la platja d'Aiguadolç i parapetada per la via del tren. Té una longitud de 56 metres i una amplada mitjana de 8 metres, formada per sorra, còdols i blocs. El terraplè que la separa de la via del tren és una mica inestable, per la qual cosa de vegades hi ha petits despreniments de pedres. No té cap tipus de servei. És de difícil accés.
L'origen del nom de la platja podria referir-se a un 'calaforn', derivat de cofurna, definit com un ‘espai estret, incòmode, fosc’.
Aquesta platja va donar nom a l'emblemàtic quadre Cala Forn, de Joaquim Sunyer i Miró.